# 2016年リオデジャネイロオリンピックの柔道競技
2016年リオデジャネイロオリンピックの柔道競技（2016ねんリオデジャネイロオリンピックのじゅうどうきょうぎ）は、2016年8月6日から12日までアレーナ・カリオカ2で開催された2016年リオデジャネイロオリンピックの柔道。国際柔道連盟（IJF）管轄。

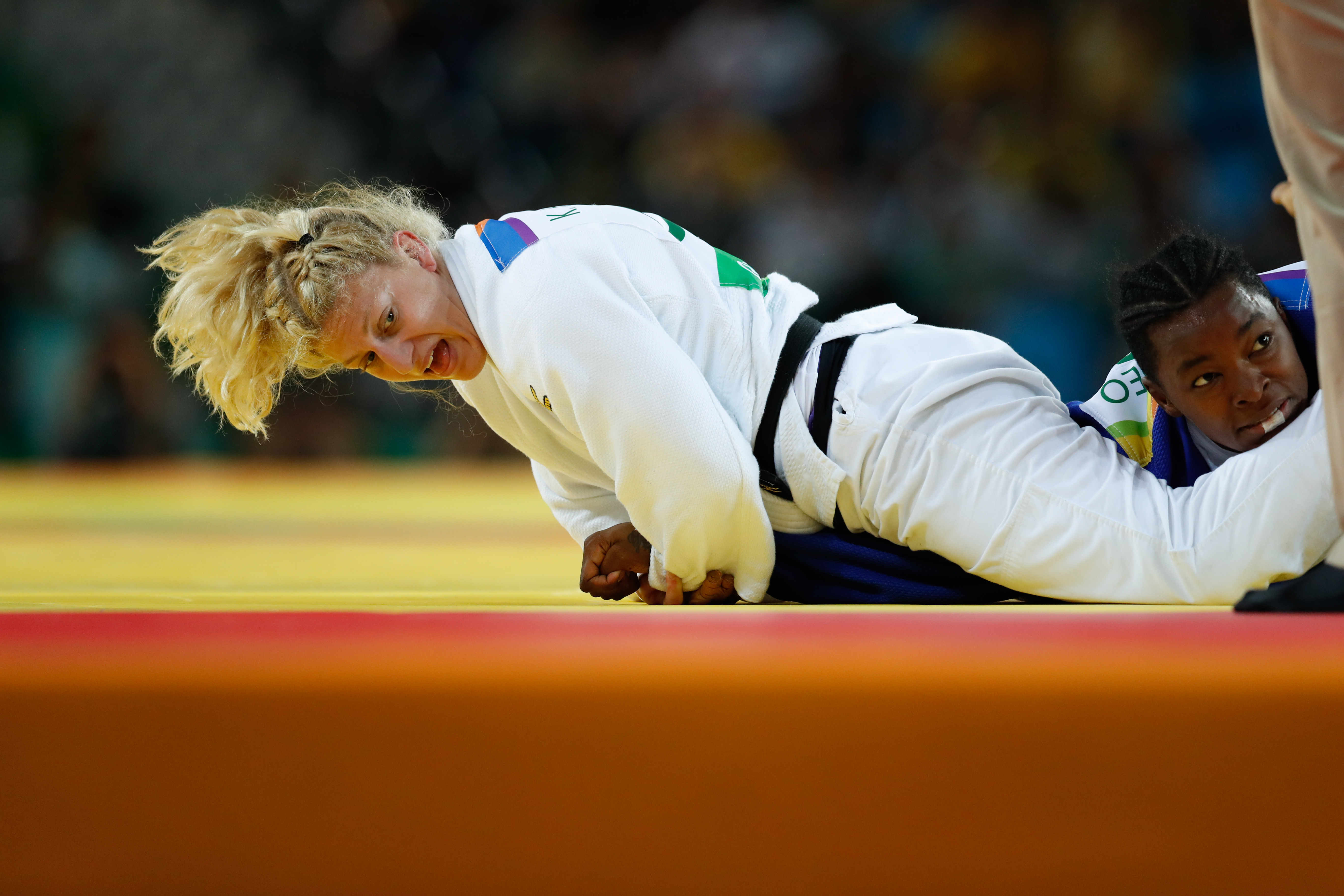
リオデジャネイロオリンピック柔道女子78 kg級決勝戦でオドレー・チュメオ（フランス）に腕挫十字固で勝利したケイラ・ハリソン(白柔道着、アメリカ)

## オリンピック出場資格
前回と同じ、男女7階級ずつが実施される。1つのNOCからは1種目につき1名のみ出場させることができるため、最大14名の選手を派遣することができる。出場選手は2016年12月31日時点において15歳以上で、段位を有していることを要する。

### 世界ランキングによる選出
- 2016年5月30日付けの世界ランキングにおいて、男子は22位以内、女子は14位以内に位置している選手が直接選出される(男子22名×7階級＝154名、女子14名×7階級＝98名、計252名)。
- 男子は上位22位、女子は上位14位以内に1つのNOCから2名以上の選手が入っている場合、そのうちの誰を代表に選出するかはNOCが決定する。
- 1つのNOCから複数の選手が上位（男子：22位以内、女子：14位以内）に入っている場合、男子は22名、女子は14名に達するまで、順次繰り下げて選出して行く(例えば、男子の22位以内に5カ国からそれぞれ2名の選手がランクインしている場合、27位までが選出の対象となる)。

### 大陸枠による選出
- 続いて大陸枠により、100名（アフリカ：男子14、女子10、ヨーロッパ：男子14、女子11、アジア：男子12、女子8、オセアニア：男子7、女子3、アメリカ大陸：男子13、女子8）の出場選手が選出される。
- 各大陸連盟がすでに直接選出された252名を除く男女全階級を統合したランキングリストを高得点順に作成し、そのうちの上位選手から順に選出していく。但し、大陸枠で選出されるのはNOCにつき、男女全階級を通じて1名に限られる。さらに同一階級において同じ大陸連盟所属の選手が選出されるのは最大2名までとなる。

### その他の出場枠
- 開催国に男女全階級の出場権を与える(14名)。
- ワイルドカードとして20カ国に出場資格を付与する(20名)。
- 以上の計386名がオリンピック出場資格を得る。

| 選出形態                 | 男子    | 女子    | 総計 |
| ------------------------ | ------- | ------- | ---- |
| 世界ランキングによる選出 | 154     | 98      | 252  |
| 大陸枠による選出         | 60      | 40      | 100  |
| 開催国による選出         | 7       | 7       | 14   |
| ワイルカードによる選出   | ＠      | ＠      | 20   |
| 総計                     | 221＋＠ | 145＋＠ | 386  |

## 競技日程
時間はブラジル時間（UTC-3）。
- 8月6日：男子60 kg級、女子48 kg級
- 8月7日：男子66 kg級、女子52 kg級
- 8月8日：男子73 kg級、女子57 kg級
- 8月9日：男子81 kg級、女子63 kg級
- 8月10日：男子90 kg級、女子70 kg級
- 8月11日：男子100 kg級、女子78 kg級
- 8月12日：男子100 kg超級、女子78 kg超級

## 競技結果

### 男子
| 種目       | 金                                  | 銀                                              | 銅                                              |
| ---------- | ----------------------------------- | ----------------------------------------------- | ----------------------------------------------- |
| 60 kg級    | ベスラン・ムドラノフ ロシア (RUS)   | エルドス・スメトフ カザフスタン (KAZ)           | 髙藤直寿 日本 (JPN)                             |
| 60 kg級    | ベスラン・ムドラノフ ロシア (RUS)   | エルドス・スメトフ カザフスタン (KAZ)           | ディヨルベク・ウロズボエフ ウズベキスタン (UZB) |
| 66 kg級    | ファビオ・バシレ イタリア (ITA)     | アン・バウル 韓国 (KOR)                         | 海老沼匡 日本 (JPN)                             |
| 66 kg級    | ファビオ・バシレ イタリア (ITA)     | アン・バウル 韓国 (KOR)                         | リショド・ソビロフ ウズベキスタン (UZB)         |
| 73 kg級    | 大野将平 日本 (JPN)                 | ルスタム・オルジョフ アゼルバイジャン (AZE)     | ラシャ・シャフダトゥアシビリ ジョージア (GEO)   |
| 73 kg級    | 大野将平 日本 (JPN)                 | ルスタム・オルジョフ アゼルバイジャン (AZE)     | ディルク・バンティヘルト ベルギー (BEL)         |
| 81 kg級    | ハサン・ハルムルザエフ ロシア (RUS) | トラヴィス・スティーブンス アメリカ合衆国 (USA) | セルジュ・トマ アラブ首長国連邦 (UAE)           |
| 81 kg級    | ハサン・ハルムルザエフ ロシア (RUS) | トラヴィス・スティーブンス アメリカ合衆国 (USA) | 永瀬貴規 日本 (JPN)                             |
| 90 kg級    | ベイカー茉秋 日本 (JPN)             | ヴァルラーム・リパルテリアニ ジョージア (GEO)   | 程訓釗 中国 (CHN)                               |
| 90 kg級    | ベイカー茉秋 日本 (JPN)             | ヴァルラーム・リパルテリアニ ジョージア (GEO)   | 郭同韓 韓国 (KOR)                               |
| 100 kg級   | ルカシュ・クルパレク チェコ (CZE)   | エルマール・ガシモフ アゼルバイジャン (AZE)     | 羽賀龍之介 日本 (JPN)                           |
| 100 kg級   | ルカシュ・クルパレク チェコ (CZE)   | エルマール・ガシモフ アゼルバイジャン (AZE)     | シリル・マレ フランス (FRA)                     |
| 100 kg超級 | テディ・リネール フランス (FRA)     | 原沢久喜 日本 (JPN)                             | オル・サッソン イスラエル (ISR)                 |
| 100 kg超級 | テディ・リネール フランス (FRA)     | 原沢久喜 日本 (JPN)                             | ラファエル・シルバ ブラジル (BRA)               |

### 女子
| 種目      | 金                                      | 銀                                    | 銅                                                  |
| --------- | --------------------------------------- | ------------------------------------- | --------------------------------------------------- |
| 48 kg級   | パウラ・パレト アルゼンチン (ARG)       | 鄭普涇 韓国 (KOR)                     | 近藤亜美 日本 (JPN)                                 |
| 48 kg級   | パウラ・パレト アルゼンチン (ARG)       | 鄭普涇 韓国 (KOR)                     | オトゴンツェツェグ・ガルバドラフ カザフスタン (KAZ) |
| 52 kg級   | マイリンダ・ケルメンディ コソボ (KOS)   | オデッテ・ジュフリーダ イタリア (ITA) | 中村美里 日本 (JPN)                                 |
| 52 kg級   | マイリンダ・ケルメンディ コソボ (KOS)   | オデッテ・ジュフリーダ イタリア (ITA) | ナタリア・クジュティナ ロシア (RUS)                 |
| 57 kg級   | ラファエラ・シルバ ブラジル (BRA)       | ドルジスレン・スミヤ モンゴル (MGL)   | 松本薫 日本 (JPN)                                   |
| 57 kg級   | ラファエラ・シルバ ブラジル (BRA)       | ドルジスレン・スミヤ モンゴル (MGL)   | テルマ・モンテイロ ポルトガル (POR)                 |
| 63 kg級   | ティナ・トルステニャク スロベニア (SLO) | クラリス・アグベニュー フランス (FRA) | ヤーデン・ジェルビ イスラエル (ISR)                 |
| 63 kg級   | ティナ・トルステニャク スロベニア (SLO) | クラリス・アグベニュー フランス (FRA) | アニカ・ファンエムデン オランダ (NED)               |
| 70 kg級   | 田知本遥 日本 (JPN)                     | ジュリ・アルベアル コロンビア (COL)   | ラウラ・ヴァルガス＝コッホ ドイツ (GER)             |
| 70 kg級   | 田知本遥 日本 (JPN)                     | ジュリ・アルベアル コロンビア (COL)   | サリー・コンウェイ イギリス (GBR)                   |
| 78 kg級   | ケイラ・ハリソン アメリカ合衆国 (USA)   | オドレー・チュメオ フランス (FRA)     | マイラ・アギアル ブラジル (BRA)                     |
| 78 kg級   | ケイラ・ハリソン アメリカ合衆国 (USA)   | オドレー・チュメオ フランス (FRA)     | アナマリ・ベレンシェク スロベニア (SLO)             |
| 78 kg超級 | エミリ・アンデオル フランス (FRA)       | イダリス・オルティス キューバ (CUB)   | 山部佳苗 日本 (JPN)                                 |
| 78 kg超級 | エミリ・アンデオル フランス (FRA)       | イダリス・オルティス キューバ (CUB)   | 于頌 中国 (CHN)                                     |

## 国・地域別のメダル獲得数
| 順   | 国・地域                 | 金 | 銀 | 銅 | 計 |
| ---- | ------------------------ | -- | -- | -- | -- |
| 1    | 日本 (JPN)               | 3  | 1  | 8  | 12 |
| 2    | フランス (FRA)           | 2  | 2  | 1  | 5  |
| 3    | ロシア (RUS)             | 2  | 0  | 1  | 3  |
| 4    | イタリア (ITA)           | 1  | 1  | 0  | 2  |
| 5    | アメリカ合衆国 (USA)     | 1  | 1  | 0  | 2  |
| 6    | ブラジル (BRA)（開催国） | 1  | 0  | 2  | 2  |
| 7    | スロベニア (SLO)         | 1  | 0  | 1  | 2  |
| 8    | アルゼンチン (ARG)       | 1  | 0  | 0  | 1  |
| 8    | チェコ (CZE)             | 1  | 0  | 0  | 1  |
| 8    | コソボ (KOS)             | 1  | 0  | 0  | 1  |
| 11   | 韓国 (KOR)               | 0  | 2  | 1  | 3  |
| 12   | アゼルバイジャン (AZE)   | 0  | 2  | 0  | 2  |
| 13   | ジョージア (GEO)         | 0  | 1  | 1  | 2  |
| 13   | カザフスタン (KAZ)       | 0  | 1  | 1  | 2  |
| 15   | コロンビア (COL)         | 0  | 1  | 0  | 1  |
| 15   | キューバ (CUB)           | 0  | 1  | 0  | 1  |
| 15   | モンゴル (MGL)           | 0  | 1  | 0  | 1  |
| 18   | 中国 (CHN)               | 0  | 0  | 2  | 2  |
| 18   | イスラエル (ISR)         | 0  | 0  | 2  | 2  |
| 18   | ウズベキスタン (UZB)     | 0  | 0  | 2  | 2  |
| 21   | ベルギー (BEL)           | 0  | 0  | 1  | 1  |
| 21   | イギリス (GBR)           | 0  | 0  | 1  | 1  |
| 21   | ドイツ (GER)             | 0  | 0  | 1  | 1  |
| 21   | オランダ (NED)           | 0  | 0  | 1  | 1  |
| 21   | ポルトガル (POR)         | 0  | 0  | 1  | 1  |
| 21   | アラブ首長国連邦 (UAE)   | 0  | 0  | 1  | 1  |
| 合計 | 合計                     | 14 | 14 | 28 | 56 |

## 概要
- 女子52 kg級に出場予定だったサウジアラビアのジョウド・ファーミイが今大会を欠場した。初戦を勝ち上がると2戦目でイスラエルのジリ・コーヘンと対戦することになるので、それを避けるために試合に出場しなかったのではないかとも指摘されている。しかし、サウジアラビアの公式筋はファーミイが事前の練習でケガをしたために欠場したのだと説明した[4]。

- 男子100 kg超級の初戦で今大会銅メダルを獲得したイスラエルのオル・サッソンがエジプトのイスラーム・エルシャハビに一本勝ちしたが、その直後にサッソンが握手を求めるとエルシャハビは後ずさりをしてこれを拒み、畳から降りようとした。しかし、審判に呼び戻されて一礼はした。エルシャハビは自国の強硬派やマスコミからイスラエルとの対戦を拒否するように盛んに圧力がかけられていたという。それでも本人の意思により試合には出場したものの、握手は拒むこととなった。IJFによれば、柔道の試合で礼をすることは義務だが、握手は各選手の任意であるとの見解を示しており、この件で処分を科すか決まっていないという。一方でIOCは、「五輪精神に反した行動で受け入れることはできない」として事実関係を調査した結果、オリンピックにおけるフェアプレーと友好精神に悖る行為だと認めて厳重注意処分とした。また、エジプトオリンピック委員会にも選手への適切な教育を求めることとなった。後に本人は次のような釈明を行った。「試合の棄権を求める声もあり、試合前から重圧があった。柔道のルールを守った上で、（イスラエルを敵視する）アラブ人やイスラム教徒の感情を尊重し、握手は拒むことを決めた」「相手選手は過去にエジプト選手に握手を拒まれたことがある。私が握手を拒むと分かっていて、あえて近づいてきた。世界が注目する中、問題を政治化したのは相手選手だ」[5][6][7][8]。

- 男子73 kg級の準決勝で大野将平に巴投げで一本負けしたが銅メダルを獲得したベルギーのディルク・バンティヘルトは、試合後に浮かれ気分で練習パートナーとコパカバーナ海岸へ繰り出した。しかし、練習パートナーが強盗に携帯電話を奪われたので追いかけたところ、逆に強盗に顔面パンチを喰らった。当初、女の強盗に殴られたとの報道もなされたが、警察によれば殴ったのは間違いなく男の強盗だったという[9]。

- 男子81 kg級の2回戦でレバノンのナシフ・エリアスが、アルゼンチンのエマヌエル・ルセンティに反則の対象となる肘の極め方をしたとして反則負けを言い渡された。これに納得がいかないエリアスは怒り狂いながら喚き散らして礼もせずに畳を降りた。1時間後、IJFに促されて再び畳に上がると礼をして結果を受け入れた。試合後にエリアスは、「感情をコントロールできなかった。柔道家として恥ずかしい。全ての人に謝りたい」とコメントした[10]。

- コソボの選手としてオリンピックで初めてのメダルとなる金メダルを獲得した女子52 kg級のマイリンダ・ケルメンディが、2016年6月にフランス南部で合宿をしていた際にドーピング検査を拒否していたことが発覚した。しかし、この時は権限のない検査官からの打診だったため、ケルメンディのコーチがIJFに問い合わせたところ、応じる義務はないと助言されたことにより拒否したのだという。ドイツの選手もこの検査官に対して、これと同じ対応をした。その後に受けた検査では陰性だったこともあり、IJFはケルメンディ側に問題はなかったと結論付けた[11][12]。

- 女子57 kg級の決勝戦で地元ブラジルのラファエラ・シルバがモンゴルのドルジスレン・スミヤと対戦すると、開始1分過ぎにシルバがドルジスレンの支釣込足を朽木倒のような形で切り返して技ありを取った。このポイントを守りきったシルバが優勝することとなったが、ポイントを取った場面ではシルバの腕がドルジスレンの脚にもろに触れていたために、帯から下に触れる行為を反則負けとする現行ルールに抵触する行為だとして、モンゴルのファンからIJFのFacebookに抗議や侮辱の声が渦巻くことになった。これに対してIJFは、シルバはポイントを取った際に標準的な組み方をしており、テクニカルアセスメントに記されている｢取が両手でしっかりと組んで攻撃している場合、攻撃中に（取の腕が）受の脚に触れてもよい｣に違反しておらず、シルバの攻撃に問題はなかったとの公式見解を示した[13][14]。

- 前回のロンドンオリンピックで金メダルが0だった日本男子チームが今大会2個の金メダルを獲得した。また、1988年のソウルオリンピックで7階級制度になってから初めてとなる全階級でのメダル獲得ともなった。女子は金1つを含めて5個のメダルを獲得しており、これにより柔道競技では史上最多となる12個のメダルを獲得することになった。この結果に対して強化委員長の山下泰裕は、「もっと金が欲しかったが、世界のレベルは上がっている。日本柔道は完全復活したと世界はみている」と語った[15]。一方、国ぐるみによる組織的ドーピングの発覚で一時はオリンピックへの出場禁止の可能性もあったロシアは、前回の3個には及ばなかったものの2個の金メダルを獲得した[16]。前回2個の金メダルを獲得した韓国は世界ランキング1位になったことのある選手が男子に4名もおり、自国では史上最強チームともみなされていたが、銀メダルと銅メダルの2個に終わった。女子は銀1個だったが、アトランタオリンピック以来20年ぶりに決勝進出を果たした[17]。また、今大会では男子100 kg超級でフランスのテディ・リネール、女子78 kg級でアメリカのケイラ・ハリソンがそれぞれオリンピック2連覇を達成した[18]。

## 優勝者の世界ランキング

### 男子
| 60 kg級    | ロシア   | ベスラン・ムドラノフ   | 16位 |
| 66 kg級    | イタリア | ファビオ・バシレ       | 29位 |
| 73 kg級    | 日本     | 大野将平               | 6位  |
| 81 kg級    | ロシア   | ハサン・ハルムルザエフ | 6位  |
| 90 kg級    | 日本     | ベイカー茉秋           | 1位  |
| 100 kg級   | チェコ   | ルカシュ・クルパレク   | 3位  |
| 100 kg超級 | フランス | テディ・リネール       | 1位  |

### 女子
| 48 kg級   | アルゼンチン   | パウラ・パレト           | 2位  |
| 52 kg級   | コソボ         | マイリンダ・ケルメンディ | 2位  |
| 57 kg級   | ブラジル       | ラファエラ・シルバ       | 14位 |
| 63 kg級   | スロベニア     | ティナ・トルステニャク   | 1位  |
| 70 kg級   | 日本           | 田知本遥                 | 12位 |
| 78 kg級   | アメリカ合衆国 | ケイラ・ハリソン         | 1位  |
| 78 kg超級 | フランス       | エミリ・アンデオル       | 5位  |

(出典、JudoInside.com)

## 世界ランキング1位の成績

### 男子
| 60 kg級    | 韓国             | 金源鎮                       | 7位             |
| 66 kg級    | 韓国             | アン・バウル                 | 銀メダル        |
| 73 kg級    | 韓国             | 安昌林                       | 3回戦敗退1勝1敗 |
| 81 kg級    | ジョージア       | アブタンディル・チリキシビリ | 5位             |
| 90 kg級    | 日本             | ベイカー茉秋                 | 金メダル        |
| 100 kg級   | アゼルバイジャン | エルマール・ガシモフ         | 銀メダル        |
| 100 kg超級 | フランス         | テディ・リネール             | 金メダル        |

### 女子
| 48 kg級   | モンゴル       | ムンフバット・ウランツェツェグ | 5位       |
| 52 kg級   | ルーマニア     | アンドレア・キトゥ             | 7位       |
| 57 kg級   | モンゴル       | ドルジスレン・スミヤ           | 銀メダル  |
| 63 kg級   | スロベニア     | ティナ・トルステニャク         | 金メダル  |
| 70 kg級   | オランダ       | キム・ポリング                 | 2回戦敗退 |
| 78 kg級   | アメリカ合衆国 | ケイラ・ハリソン               | 金メダル  |
| 78 kg超級 | 中国           | 于頌                           | 銅メダル  |

(出典、JudoInside.com)

## その他の主な選手の成績

### 男子
| 66 kg級 | ブラジル | チャールズ・チバナ | 初戦2回戦敗退 |

### 女子
| 57 kg級 | チャイニーズタイペイ | 連珍羚   | 5位           |
| 63 kg級 | 日本                 | 田代未来 | 5位           |
| 78 kg級 | 日本                 | 梅木真美 | 2回戦敗退     |
| 78 kg級 | 北朝鮮               | 薛京     | 初戦2回戦敗退 |

(出典、、JudoInside.com)